# 欧奈莱特尔
欧奈莱特尔（法語：Aulnay-l'Aître，法語發音：[o(l)nɛ lɛtʁ]）是法国马恩省的一个市镇，位于该省东南部，属于维特里勒弗朗索瓦区。

## 地理
欧奈莱特尔（48°49'22"N, 4°33'36"E）面积8.36 平方千米，位于法国大東部大區马恩省，该省份为法国东北部内陆省份，北起阿登省，西北接埃纳省，西南接塞纳-马恩省，南至奥布省，东南接上马恩省，东临默兹省。
与欧奈莱特尔接壤的市镇（或旧市镇、城区）包括：马恩河畔拉绍塞、阿布朗库尔、菲永河畔圣阿芒、苏朗日。

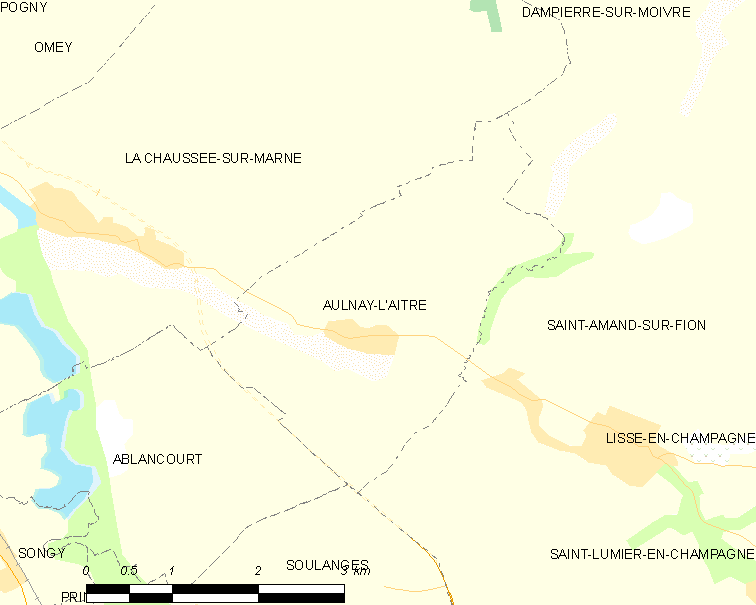
欧奈莱特尔的OSM定位图

欧奈莱特尔的时区为UTC+01:00、UTC+02:00（夏令时）。

## 行政
欧奈莱特尔的邮政编码为51240，INSEE市镇编码为51022。

## 政治
欧奈莱特尔所属的省级选区为维特里勒弗朗索瓦-香槟-代尔县。

## 人口

1962-2008年间欧奈莱特尔人口变化图示

欧奈莱特尔于2022年1月1日时的人口数量为176人。